# Charlie Cole (aviron)
Pour les articles homonymes, voir Charlie Cole et Cole.
Charles Cole, dit aussi Charlie Cole, né le 21 juin 1986 à New York, est un rameur d'aviron américain.

## Palmarès

### Jeux olympiques
- 2012 à Londres,  Royaume-Uni
  -  Médaille de bronze en quatre sans barreur